# Elektrosmog
Elektrosmog oder E-Smog (aus Elektro- und Smog) ist ein umgangssprachlicher Ausdruck für die täglichen Belastungen des Menschen und der Umwelt durch technisch erzeugte (künstliche) elektrische, magnetische und elektromagnetische Felder, von denen teilweise angenommen wird, dass sie (unerwünschte) biologische Wirkungen haben könnten. Der Begriff Elektrosmog wird oft abwertend gebraucht. Sprachlich lässt sich der Ausdruck Elektrosmog als Dysphemismus einstufen. Ein neutrales Synonym hierzu ist die „elektromagnetische Strahlenbelastung“.
Die Verträglichkeit nachweisbarer Immissionen von elektromagnetischen Feldern für die Umwelt und insbesondere die gesundheitliche Verträglichkeit und Zumutbarkeit für den Menschen, werden mit dem Begriff der elektromagnetischen Umweltverträglichkeit (EMVU) bezeichnet. Menschen, die angeben, solche Wirkungen zu verspüren, gelten als elektrosensibel. Die dazu zulässigen Grenzwerte sind im Rahmen der elektromagnetischen Umweltverträglichkeit in verschiedenen Richtlinien, Normen und Gesetzen geregelt. Einflüsse elektromagnetischer Felder auf technische Einrichtungen werden im Rahmen der elektromagnetischen Verträglichkeit beschrieben.

## Abgrenzung
Der nicht exakt definierte Begriff Elektrosmog und die unscharfe Abgrenzung schließen üblicherweise unter anderem das sichtbare Licht, Wärmestrahlung, Röntgenstrahlung oder Gammastrahlung aus, obwohl es sich hierbei ebenfalls um elektromagnetische Wellen handelt.
Zu unterscheiden sind auch die Begriffe Elektromagnetische Umweltverträglichkeit (EMVU) und die Elektromagnetische Verträglichkeit (EMV), wobei die EMVU die gesundheitliche Verträglichkeit und Zumutbarkeit in Form von Grenzwerten, unter anderem für den Menschen beschreibt, während die EMV die wechselseitige Beeinflussung zwischen elektrischen und elektronischen Geräten und Einrichtungen behandelt.
Die zu Grunde liegenden Prinzipien beruhen auf dem Umstand, dass rund um einen gleichstromdurchflossenen elektrischen Leiter ein magnetisches Gleichfeld und um einen wechselstromdurchflossenen Leiter ein sich änderndes elektromagnetisches Wechselfeld entsteht. Im Rahmen der EMVU werden statische, niederfrequente und hochfrequente Wechselfelder und unterschiedliche Modulationsarten mit verschiedenen potenziellen biologischen Wirkungen unterschieden.

## Geschichte

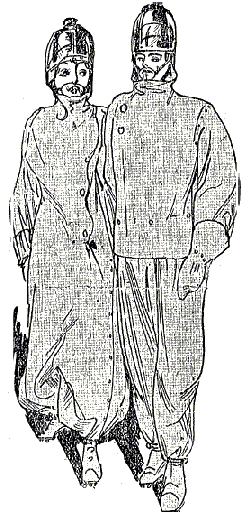
Historische Illustration einer Schutzkleidung, die gegen die Wellen von Funktelegraphen schützen soll

Ängste rund um mögliche schädliche Wirkungen von Hochspannungsleitungen und elektromagnetischen Feldern auf die Umwelt und Menschen sind nicht neu und bestehen seit den Anfängen der technischen Nutzung Mitte des 19. Jahrhunderts, wie folgendes Beispiel aus dem Bereich der Anfänge der elektrischen Energietechnik darstellt:
Im Jahr 1890 war es Beamten der Königlichen Generaldirektion in Bayern verboten, an der Eröffnungsfeier des ersten deutschen Wechselspannungs-Kraftwerks, der Elektricitäts-Werke Reichenhall, teilzunehmen oder den Maschinenraum zu betreten. Das erste öffentliche E-Werk in Bayern diente der öffentlichen Beleuchtung in Bad Reichenhall, und als Grund für das Verbot wurde die für damalige Verhältnisse einmalige Hochspannung von 2 kV angegeben.
Auch Ängste zu den technischen Vorläufern der heute üblichen Basisstationen aus dem Bereich der Nachrichtentechnik gab es mit dem Aufkommen der ersten Funktelegrafie und deren Telegrafenstationen. So wurde im April 1911 in der US-Zeitschrift The Atlanta Constitution über die mögliche Gefahr der Wellen von Funktelegrafen berichtet, die neben Zahnausfall im Laufe der Zeit auch zu Haarausfall führen und Personen verrückt machen sollte.

„When the wireless age arrived – and wireless telephony will soon be added to wireless telegraphy – our air will be so charged with electricity that human beings will feel its influence in a hundred different ways. Already it seems to have attacked our teeth. Tomorrow we may find, that our hair is dropping out from the same cause, and eventually it may deprive us of our senses and even our lives.“

Als Abhilfe wurde eine Schutzkleidung, welche wie ein Regenmantel aussieht, vorgeschlagen. Sie sollte den Träger gegen die schädlichen Auswirkungen der Wellen von Funktelegraphen schützen:

„Unless some process of insulation of this character is adopted, however, the only course for us to pursue will be to wear insulated garments to protect us. This garment will take the form of a rubber coat, with a helmet of the same material. The entire face will have to be kept covered, goggles being provided for the purpose of sight, and an air valve for breathing purposes.“

## Wissenschaftliche Untersuchungen
Als wissenschaftlich nachgewiesen gilt die Muskelreizwirkung bei hohen, über den EMVU-Grenzwerten liegenden niederfrequenten elektrischen und magnetischen Feldern sowie die thermische Wirkung von hochfrequenter elektromagnetischer Strahlung auf wasserhaltiges Gewebe. An diesen Punkten orientieren sich auch die Grenzwertfestlegungen im Bereich der elektromagnetischen Umweltverträglichkeit (EMVU).
Wirkungen im Niedrigdosisbereich werden in der Wissenschaft kontrovers diskutiert, z. B. eine Auswirkung auf die Erzeugung des Hormons Melatonin (Melatoninhypothese) oder die funktionale Beeinflussungen des Nervensystems durch Demodulation von Signalen an elektrisch nichtlinearen Grenzflächen oder in Synapsen.
Um wissenschaftlich als nachgewiesen zu gelten, muss eine schlüssige These (Wirkmodell) vorliegen, die in Experimenten oder epidemiologischen Studien unwidersprüchlich bestätigt wird, andernfalls hätte man einen Cum hoc ergo propter hoc. Die beobachteten Effekte wie Veränderungen bei Gehirnwellen oder In-vitro-Versuchen an Zellen, bei denen Doppelstrangbrüche beobachtet wurden, reichen als Nachweis einer Gesundheitsgefährdung ebenso wenig aus wie unreproduzierte signifikante Ergebnisse, die auch zu erwarten sind, wenn kein Effekt vorliegt. Das EMF-Portal nannte im April 2017 einen Stand von 24.569 Publikationen zu den biologischen Wirkungen elektromagnetischer Felder (EMVU/EMF).
Die kontroversen Diskussionen sind unter anderem in der nicht falsifizierbaren Möglichkeitsform in der Formulierung erkennbar, beispielsweise Aussagen, dass „Handystrahlung“ als „möglicherweise krebserregend“ gelte. Sie verweist dabei auf eine Studie aus dem Jahr 2004, die bei intensiver Nutzung von Mobiltelefonen ein um 40 % erhöhtes Risiko für die Entstehung eines Glioms ermittelte. Eine große wissenschaftliche Studie in Australien fand hingegen zwischen 1982 und 2013 keinen Anstieg in der Häufigkeit von Gehirn-Tumoren, obwohl in diesem Zeitraum die breite Nutzung der Mobiltelefone begann und in dem Zeitbereich über 90 % der Bevölkerung ein mobiles Telefon benutzten. Auch die umfassende Auswertung neuerer Studien kommt zu dem Schluss, dass selbst die intensive Nutzung von Mobiltelefonen das Krebsrisiko im Kopf-Hals-Bereich nicht erhöht.
Weitere Beispiele der bisherigen nicht einheitlichen Ergebnisse weisen zum einen auf eine mögliche negative Wirkung elektromagnetischer Strahlung u. a. von Mobiltelefonen auf die Spermienqualität von Männern hin. Das Bundesamt für Strahlenschutz geht jedoch nicht von einem ursächlichen Einfluss elektromagnetischer Strahlung auf die Fruchtbarkeit aus.

## Stellungnahmen offizieller Stellen und Organisationen
Die WHO veröffentlichte im Juli 2002 ein Dokument zu elektromagnetischen Feldern, in dem festgestellt wurde:
„Niederfrequente elektrische Felder beeinflussen den menschlichen Körper genauso, wie sie jedes andere aus geladenen Teilchen bestehende Material beeinflussen. Wenn elektrische Felder auf leitfähige Materialien treffen, beeinflussen sie die räumliche Verteilung von elektrischen Ladungen auf der Materialoberfläche. Sie bewirken einen Stromfluss durch den Körper hindurch zur Erde. Niederfrequente magnetische Felder induzieren im menschlichen Körper Ströme, die auf geschlossenen Kreiswegen fließen. Die Stärke dieser Ströme hängt von der Stärke des äußeren Magnetfeldes ab. Sind diese Ströme stark genug, dann können sie Nerven und Muskeln stimulieren oder andere biologische Vorgänge beeinflussen.“
Dabei kam die WHO zu dem Schluss, dass die „derzeitige Kenntnislage, die Existenz irgendwelcher gesundheitlichen Folgen einer Exposition durch schwache elektromagnetische Felder nicht bestätigt“. Allerdings gebe es „noch einige Wissenslücken bei biologischen Effekten“, was weitere Forschungen nötig mache. Die Landessanitätsdirektion des Landes Salzburg warnte 2003: „Elektrosmog kann unter anderem das vegetative und zentrale Nervensystem, Hormone, Chromosomen und Zellen beeinflussen und stören. Eine zu starke und zu lange Elektrosmogbelastung kann darüber hinaus zu verschiedenen Krankheiten führen.“ Die Internationale Agentur für Krebsforschung (IARC), die Teil der WHO ist, hat niederfrequente Magnetfelder (wie z. B. von Hochspannungsleitungen) 2013 als „möglicherweise krebserregend“ eingestuft (Kategorie 2B, vgl. Karzinogen).
Studien, die wegen methodischer Fehler oder mangelnder Wiederholbarkeit bekannt wurden, sind in einer Stellungnahme des deutschen Bundesamtes für Strahlenschutz gelistet. Bis Mai 2015 warnte das Bundesamt für Strahlenschutz, dass nichtionisierende Strahlung gesundheitliche Folgen haben könnte, und empfahl, „die persönliche Strahlenbelastung durch eigene Initiative zu minimieren“: „Unterschiedliche Konzepte dienen sowohl zum Schutz vor unmittelbaren Gefahren als auch zur Vorsorge.“ In Bezug auf eine mögliche Störung der Blut-Hirn-Schranke  ergaben sich keine „Hinweise auf gesundheitlich relevante Effekte“. Auch mit Blick auf die allgemeine Kognition stellt das Bundesamt fest: „Alle beschriebenen Einflüsse, falls sie kausal sein sollten, deuten auf minimale physiologische Reaktionen hin und bedeuten in keinem Fall eine Beeinträchtigung der Gesundheit oder der Leistungsfähigkeit.“

## Kontroverse
Bei der subjektiven Festlegung, was Elektrosmog auslösen könnte, spielen nicht nur physikalische Zusammenhänge eine Rolle, sondern auch verschiedene Formen von Wissenschafts- und Technikangst. Die Diskussion um Auswirkungen von Elektrosmog wird häufig emotional, subjektiv und unwissenschaftlich geführt. In diesem Zusammenhang nicht ungewöhnlich sind diverse Warnungen in den Medien vor negativen Auswirkungen. Zu Studien werden gegenseitig Manipulierungsvorwürfe in Bezug auf die Art der Datenerhebung und die Schlussfolgerungen aus den Ergebnissen erhoben. Subjektive Eindrücke sagen nichts über die Existenz einer Schädigung aus, da sie suggestiven Einflüssen unterliegen und deshalb nicht verwertbar sind.

### Vermutete Schädlichkeit
Anhänger der These „Elektrosmog ist schädlich“ vermuten, dass die im Alltag derzeit übliche elektromagnetische Strahlung sich schädlich auf den menschlichen Organismus auswirke, auch wenn die Pegel gering sind und thermische Wirkungen angesichts der geringen Energien vernachlässigbar sind. Hierfür spräche nach deren Ansicht zum Beispiel eine von einer Gruppe oberfränkischer Hausärzte erstellte Studie, die mit einer bestimmten statistischen Signifikanz eine schädigende Wirkung festgestellt hätte, und eine große Anzahl subjektiver Äußerungen über Befindlichkeitsstörungen.
Bei vielen Technologien und Substanzen wurde erst zu einem späteren Zeitpunkt ihre Schädlichkeit festgestellt, daher sei auch bei elektromagnetischen Feldern Vorsicht geboten. Als Beispiele werden ionisierende Strahlungen wie Röntgenstrahlen, Radioaktivität oder bestimmte chemische Substanzen wie Asbest oder Contergan genannt.

### Verneinte Schädlichkeit
Befürworter der These „Elektrosmog ist unschädlich“ argumentieren, dass es nicht ausreiche, statistisch signifikante Studien anzugeben, die eine Schädigung belegen sollen. Denn auch dann, wenn der Effekt nicht existiert und alle Studien fehlerfrei sind, ist zu erwarten, dass in einem gewissen Teil, überschlägig etwa 5 % der Studien, irrtümlich ein „statistisch signifikanter“ Effekt gefunden wird. Dazu kämen häufig Fehler im Versuchsaufbau oder bei der Datenerhebung, die einen signifikanten Effekt vortäuschten. Aussagekräftig sind nur unabhängig reproduzierbare signifikante Studien.
Studien, die eine schädigende Wirkung feststellten, hätten jedoch bisher nicht reproduziert werden können oder es seien methodische oder systematische Fehler gemacht worden. Studien zeigten keinen Zusammenhang bei angeblich elektrosensiblen Personen zwischen Strahlungsexposition und Auftreten von Beschwerden, dies wird als Nocebo-Effekt bezeichnet. Belege für die gesundheitlichen Wirkungen beruhen teils auf anekdotischen Berichten.

## Am Markt angebotene Geräte
Es werden am Markt diverse Geräte angeboten, welche gegen die negativen Wirkungen von dem ungenau festgelegten Elektrosmog wirken sollen und bei unkritischen Käufern ein Geschäft mit der Angst darstellen; sie sensibilisieren möglicherweise elektrosensible Menschen weiter.
Als Beispiel werden sogenannte Elektrosmog- oder Handystrahlenfilter angeboten, die in Mobilfunkgeräte eingebaut vor der Strahlung schützen sollen. Die Wirkung ist aus Sicht der elektromagnetischen Umweltverträglichkeit zweifelhaft, da diese „Filterung“ keine geschlossene Abschirmung erzeugt. Deren Verwendung könnte den Funkkontakt des Geräts beeinträchtigen und den zwischen Mobiltelefon und Basisstation bestehenden Regelkreis stören. Als Reaktion würde das Mobilfunkgerät mit höherer Leistung senden, als ohne den „Filter“ erforderlich wäre, und eine eventuelle Schädlichkeit wäre eher erhöht als verringert.